# Xã Vienna, Quận Trumbull, Ohio
Xã Vienna (tiếng Anh: Vienna Township) là một xã thuộc quận Trumbull, tiểu bang Ohio, Hoa Kỳ. Năm 2010, dân số của xã này là 3.997 người.